# 11 as in Adversaries
11 as in Adversaries er et fransk musikprojekt, der voksede ud af metalbandet Glorior Belli. Debutalbummet The Full Intrepid Experience of Light skulle oprindeligt have været et album under Glorior Belli-navnet, men efterhånden som arbejdet med albummet gik i en helt anden musikalsk retning besluttede bandet at starte et separat musikprojekt det kunne udgives under.

## Medlemmer
- Billy Bayou
  - Vokal, guitar, bas

### Tidligere medlemmer
- G.
  - Trommer (2010)

## Diskografi

### Studiealbum
- 2010: The Full Intrepid Experience of Light